# Vasílios Konstantínou
Pour les articles homonymes, voir Konstantínou.
Vasílios Konstantínou (grec moderne : Βασίλειος Κωνσταντίνου ; né le 13 septembre 1992) est un athlète chypriote, spécialiste du saut en hauteur.

## Carrière
En 2018, il termine 4e des Jeux méditerranéens à Tarragone avec 2,20 m.

## Palmarès
| Date | Compétition                       | Lieu         | Résultat | Marque |
| ---- | --------------------------------- | ------------ | -------- | ------ |
| 2013 | Jeux des petits États d'Europe    | Luxembourg   | 1er      | 2,12 m |
| 2014 | Championnats d'Europe par équipes | Tbilissi     | 2e       | 2,14 m |
| 2015 | Championnats d'Europe par équipes | Stara Zagora | 3e       | 2,15 m |
| 2015 | Jeux des petits États d'Europe    | Reykjavik    | 1er      | 2,18 m |
| 2016 | Championnats des Balkans          | Pitești      | 1er      | 2,23 m |
| 2016 | Championnats d'Europe             | Amsterdam    | 9e       | 2,24 m |
| 2017 | Jeux des petits États d'Europe    | Serravalle   | 1er      | 2,21 m |
| 2017 | Championnats d'Europe par équipes | Tel Aviv     | 1er      | 2,21 m |
| 2018 | Championnats des Balkans en salle | Istanbul     | 2e       | 2,18 m |
| 2018 | Jeux méditerranéens               | Tarragone    | 5e       | 2,20 m |
| 2018 | Championnats des Balkans          | Stara Zagora | 4e       | 2,15 m |

## Records
| Épreuve         | Épreuve   | Marque | Lieu      | Date            |
| --------------- | --------- | ------ | --------- | --------------- |
| Saut en hauteur | Plein air | 2,28 m | Kavála    | 22 juillet 2017 |
| Saut en hauteur | En salle  | 2,28 m | Hustopeče | 13 février 2016 |